# Comité de défense de la liberté d'expression
 (septembre 2018).
Si vous disposez d'ouvrages ou d'articles de référence ou si vous connaissez des sites web de qualité traitant du thème abordé ici, merci de compléter l'article en donnant les références utiles à sa vérifiabilité et en les liant à la section « Notes et références ».
En France, le Comité de défense de la liberté d'expression fut une officine créé par le groupe Parti des forces nouvelles en juin 1975 afin de "combattre la volonté de mainmise communiste sur la presse indépendante, en particulier sur Le Parisien Libéré". Le principal animateur du CDLE fut l'écrivain et journaliste collaborateur Roland Gaucher.
Le Français se dit volontiers "voltairien", comme il se dit "cartésien" ou "rabelaisien". C'est un bon vivant à l'esprit logique, à qui "on ne la fait pas". "Être voltairien" est synonyme d'indépendance d'esprit, de liberté de parole, de liberté de presse, de scepticisme mordant, surtout contre la religion établie. Astérix, sans doute, l'aurait été. Un de nos compatriotes sur quatre seulement a confiance dans la probité intellectuelle des journalistes (Baromètre de La Croix, 2017). Cela illustre bien la proximité de l'esprit français avec l'esprit "voltairien". « La presse, il faut l'avouer, est devenue un des fléaux de la société, et un brigandage intolérant », écrivait déjà le grand philosophe. « Je ne suis pas d'accord avec ce que vous dites, mais je me battrai jusqu'à la mort pour que vous ayez le droit de le dire », déclarait Voltaire, revendiquant la liberté d'expression .